# إستيل (دوقة أوسترغوتلاند)
الأميرة إستيل من السويد، دوقة أوسترجوتلاند (إستيل سيلفيا إيوا ماري؛  مواليد 23 فبراير 2012)، هي الطفل الأكبر والابنة الوحيدة لولية العهد الأميرة فيكتوريا والأمير دانيال ، دوق فاستيروتلاند. وهي الحفيدة الكبرى للملك كارل السادس عشر غوستاف، وتحتل المرتبة الثانية في عرش السويدي ‏.

## الولادة
وُلدت الأميرة إستيل في الساعة 04:26 بتوقيت وسط أوروبا في 23 فبراير 2012 في مستشفى جامعة كارولينسكا ‏ في سولنا. استقبلت ولادتها بإطلاق صليتين من 21 طلقة تحية في جزيرة سكيبشولمن، مقابل القصر الملكي في العاصمة ستوكهولم. تم الإعلان عن أسمائها ولقبها في 24 فبراير 2012 من قبل جدها الملك كارل السادس عشر غوستاف في اجتماع مجلس الوزراء. بعد اجتماع مجلس الوزراء، عقد تي دوم ‏ في الكنيسة الملكية في القصر. قبل الإعلان الرسمي عن اسمها ولقبها، أدى خطأ على موقع الويب الملكي إلى عرض اسم ولقب خطأ: «أولريكا ماريانا أنيكا ديفيد»Ulrika" Marianna Annika David" - دوقة آبلاندز فايسبي. وتم لاحقا إزالة المعلومة الخطأ. وأعلن مشغلوا الموقع أنهم كانوا يختبرون الموقع الإلكتروني وقتها.

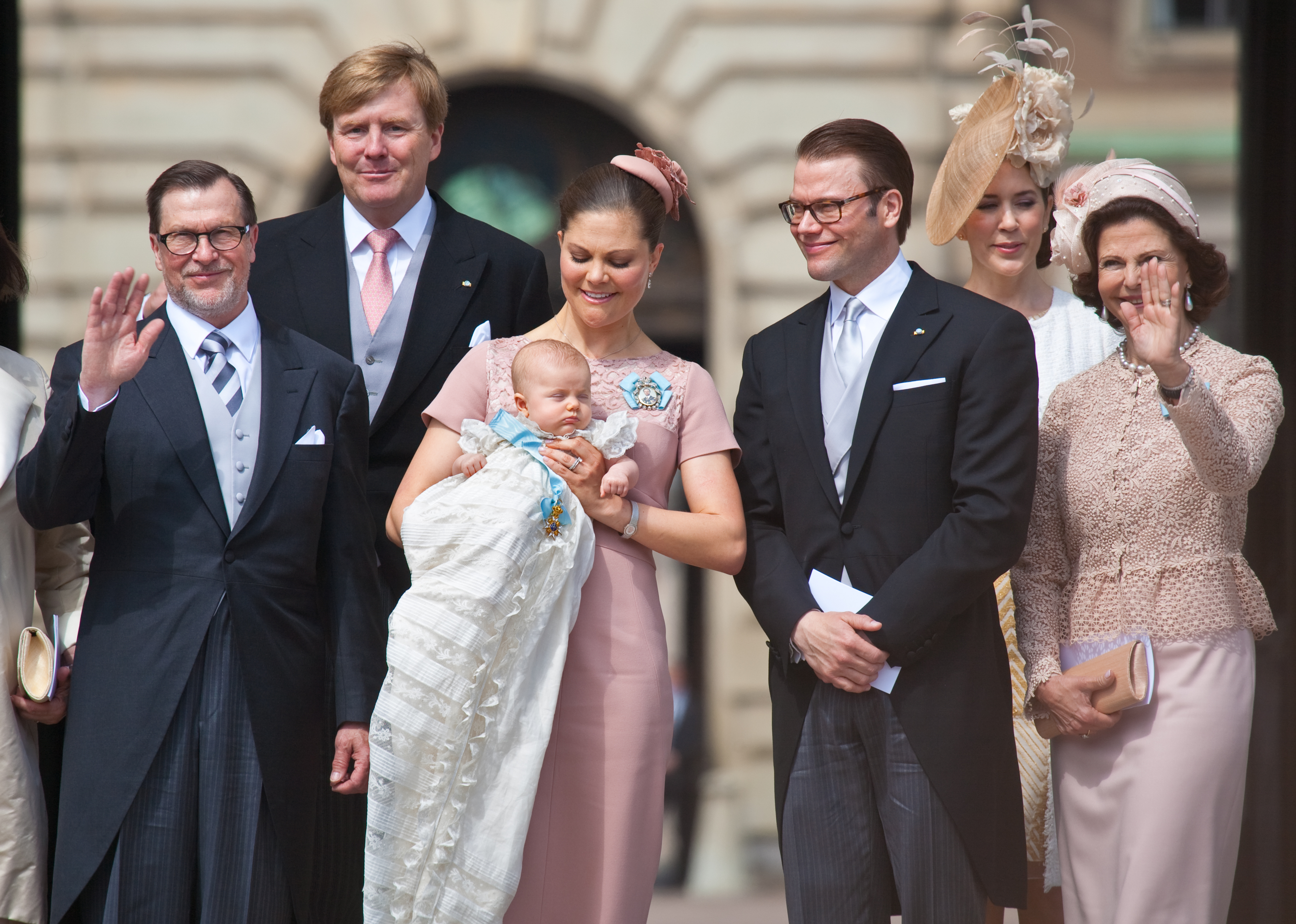
استل مع والديها والأجداد والعرابين

تم تعميد إستيل في 22 مايو 2012 في القصر الملكي في ستوكهولم في السويد. عرابوها هم الأمير كارل فيليب من السويد؛ آنا ويستلينج-سودرستروم؛ ويليم ألكساندر، أمير أورانج آنذاك؛ ولية العهد الأميرة ماري من الدنمارك (التي منحت لها اسمها الرابع)؛ وولي العهد الأمير هاكون. تم تعميدها في ثوب المعمودية القديم للعائلة والذي ارتداه الأمير غوستاف أدولف لأول مرة عندما تم تعميده عام 1906. تم إضافة اسمها وتاريخ المعمودية ضمن تطريز الفستان. في يوم المعمودية، تم إصدار نسخة محدودة من كتيب الصلاة ‏ بعنوان كتاب صلاة الأميرة إستيل (باللغة السويدية: برينسيسان إستيلز بونبوك) 
الأميرة إستيل هي الثانية في خط الخلافة للعرش السويدي ‏  وأول امرأة في التاريخ السويدي التي ولدت مع الحق في وراثة التاج الذي لا يمكن أن إلغاءه بولادة وريث من الذكور، وكذلك الأنثى الأولى في التاريخ السويدي التي ضمنت خط وريث واضح. الأمرأتان الوحيدتان في السويد  اللتان ولدتا في الصف الأول للعرش هما الوريثتان المفترضتان عند ولادتهما: كريستينا (التي أصبحت في نهاية المطاف ملكة ريجنانت) وهيدفيغ صوفيا (والتي أُزيحت ليحل محلها أخاها الأصغر).